# (497) Iva
(497) Iva – planetoida z pasa głównego asteroid okrążająca Słońce w ciągu 4 lat i 305 dni w średniej odległości 2,86 j.a. Została odkryta 4 listopada 1902 roku w Landessternwarte Heidelberg-Königstuhl w Heidelbergu przez Raymonda Dugana. Nazwa planetoidy pochodzi od imienia Ivy Shores, córki właściciela domu odkrywcy. Przed nadaniem nazwy planetoida nosiła oznaczenie tymczasowe (497) 1902 KJ.